# Ugo II di Salm-Reifferscheid-Raitz
Hugo Karel Eduard zu Salm-Reifferscheidt-Raitz, II principe di Salm-Reifferscheidt-Raitz (Brno, 15 settembre 1803 – Vienna, 18 aprile 1888), è stato un politico, imprenditore e principe austriaco.

## Biografia

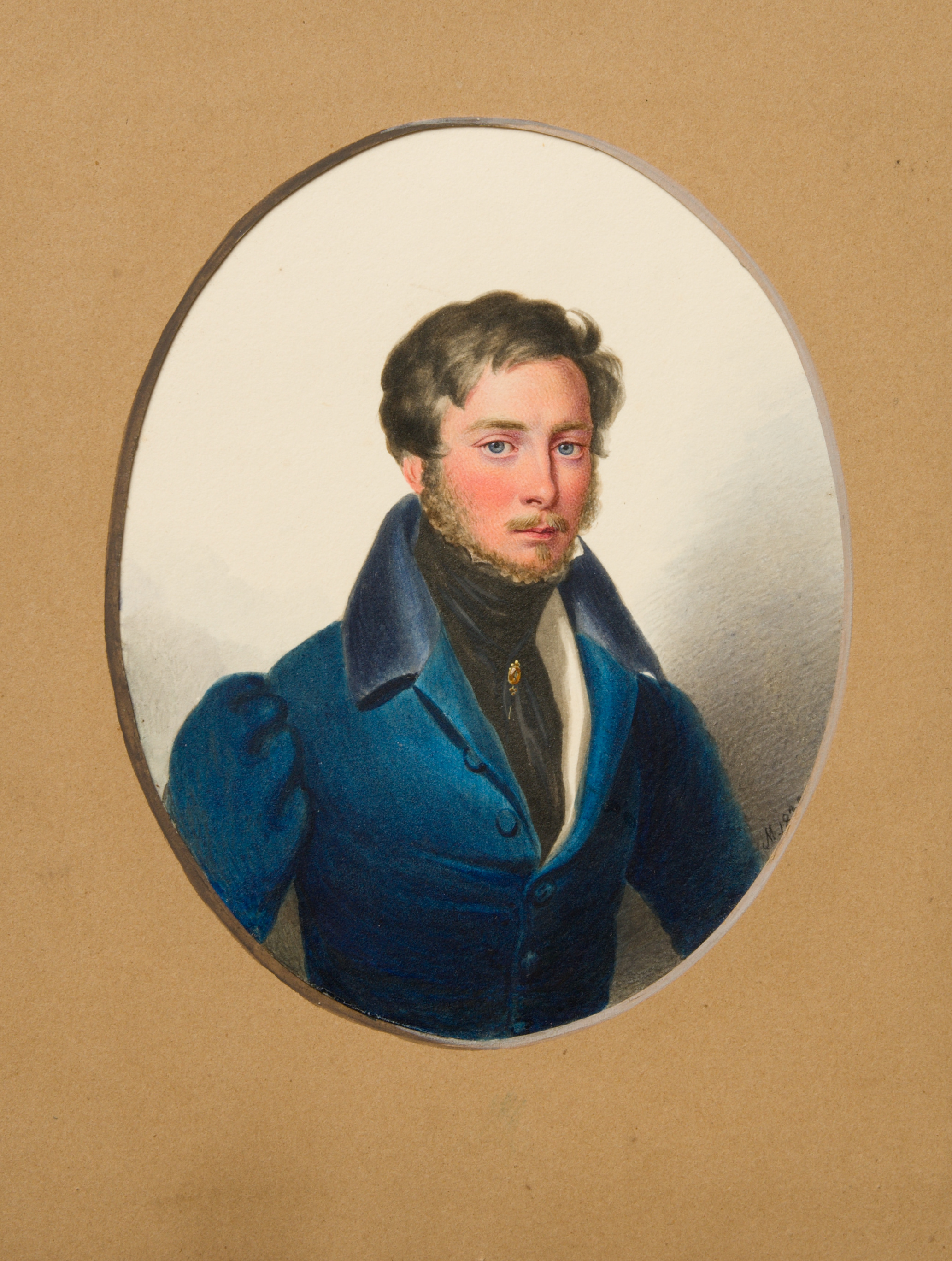
Miniatura con ritratto giovanile di Hugo Karl Eduard zu Salm-Reifferscheidt

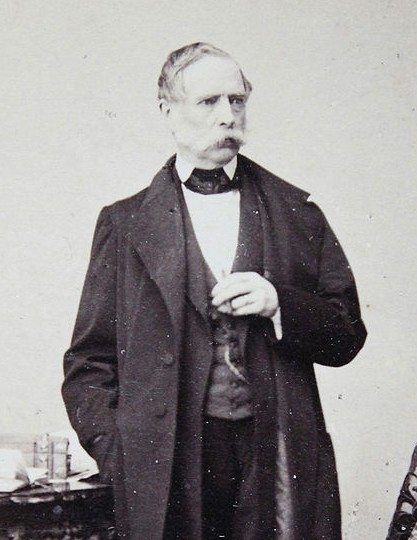
Hugo Karl Eduard zu Salm-Reifferscheidt in una fotografia del 1869

Hugo Karl Eduard zu Salm-Reifferscheidt era figlio del vecchio conte Hugo Franz zu Salm-Reifferscheidt e di sua moglie, Marie Josefa McCaffry di Keanmore. Suo fratello Robert diverrà in seguito vicegovernatore della Boemia.
Diplomatosi a Vienna, successivamente intraprese studi giuridici e filosofici presso l'università della capitale austriaca.
Dopo la morte di suo nonno Karl Josef nel 1838, assunse l'amministrazione delle proprietà familiari dei feudi di Rájec nad Svitavou e Blansko, le quali erano essenzialmente rappresentate da vaste foreste nonché dalla presenza di alcuni zuccherifici e fabbriche (Rájec nad Svitavou, Niederabsdorf), miniere di lignite a Kyjov e miniere di carbone a Ostrava in Slesia.
Manifestò ad ogni modo sin dalla gioventù una notevole passione nella vita politica, nella quale fu coinvolto già dal 1848. Per un anno sedette nell'assemblea della Moravia come latifondista, giungendo alla carica di presidente del consesso e per la sua buona amministrazione gli venne offerta la carica di governatore che però egli rifiutò. Nel 1857 divenne membro del consiglio imperiale e dal 1861 venne nominato membro della Camera dei signori d'Austria, interessandosi prevalentemente di questioni economiche e fiscali. Politicamente, si schierò col partito conservatore della Moravia, sostenendo il movimento nazionale boemo. Si oppose all'organizzazione dualistica della monarchia asburgica e fu uno dei federalisti del progetto. Nel 1867 e nel 1871 ricoprì per un breve periodo di tempo la carica di governatore della Moravia.
Nel 1849-1864 fu direttore della Società patriottica-economica morava; nel 1850-1851 divenne presidente della camera di commercio morava e divenne membro di diverse associazioni anche in Slesia ed in Austria.
Nel 1827 venne nominato ciambellano della corte boema e nel 1852 ricevette l'Ordine del Toson d'Oro e il titolo di consigliere segreto dell'imperatore.
Morì a Vienna il 18 aprile 1888.

## Matrimonio e figli

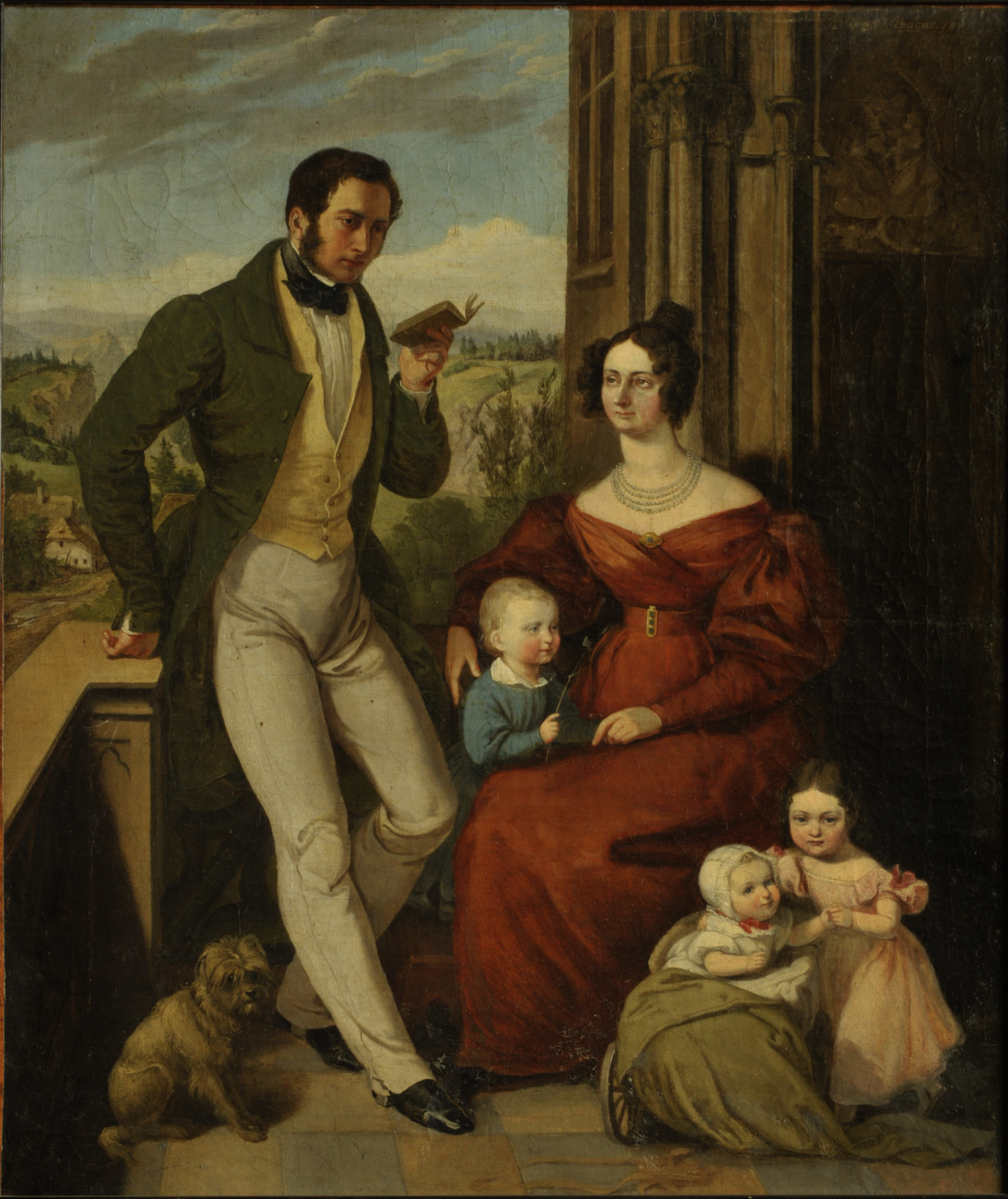
Ritratto dei principi di Salm-Reifferscheidt coi figli

Sposò la principessa Leopoldina zu Salm-Reifferscheidt-Krautheim (24 giugno 1805 - 4 luglio 1878) il 6 settembre 1830. Insieme la coppia ebbe i seguenti figli:
- Marie Rosina Leopoldina August František Vilemín Aloisie (25 dicembre 1831 - 24 luglio 1845)
- Hugo (9 novembre 1832 - 12 maggio 1890), III principe di Salm-Reifferscheidt
- Augusta Aloisie Marie Eleonora Rosina Leopoldina Berthilda (5 novembre 1833 - 11 giugno 1891)
- Siegfried Konstantin Bardo (10 giugno 1835 - 14 agosto 1898)
- Erich Adolf Karel Jiří Leodgar (2 ottobre 1836 - 29 agosto 1884)